# Страховая премия
Страховая премия (также брутто-премия) (страховой взнос, страховой платёж) — плата за страхование, которую страхователь обязан внести страховщику в соответствии с договором страхования или законом.
Страховая премия зависит от страховой суммы и брутто-ставки страхового тарифа, иногда вычисляясь как произведение последних с учётом поправочных коэффициентов.
Размер страховой премии отражается в страховом полисе. Страховая премия вносится страхователем единовременно авансом или частями в течение всего срока страхования (тогда части премии называют страховыми платежами или страховыми взносами). Оплата страховых взносов в течение длительного периода (от 5 до 20 лет и более) особенно характерна для полисов различных видов страхования при страховании жизни (личном страховании)
Несвоевременная оплата страховых взносов может повлечь прекращение действия договора страхования.
Вся страховая премия (брутто-премия) состоит из нетто-премии (из неё формируются страховые резервы) и нагрузки (из которой выплачиваются агентские и брокерские комиссии, осуществляются расходы на ведение дела, предупредительные расходы, формируется прибыль).
В 2020 году страховые компании России собрали 1,539 трлн руб. страховых премий, в 2019 году — 1,485 трлн руб.
Таблица «Сборы страховой премии страховщиками России по годам»:
| Годы                       | 2004  | 2005  | 2006  | 2007  | 2008  | 2009  | 2010  | 2011  | 2012  | 2013  | 2014  | 2015   | 2016   | 2017   | 2018   | 2019   | 2020   |
| -------------------------- | ----- | ----- | ----- | ----- | ----- | ----- | ----- | ----- | ----- | ----- | ----- | ------ | ------ | ------ | ------ | ------ | ------ |
| Страховые премии, млрд.руб | 374,4 | 349,9 | 406,8 | 479,3 | 551,9 | 513,2 | 557,2 | 664,4 | 809,1 | 904,4 | 987,8 | 1023,8 | 1180,6 | 1278,8 | 1479,5 | 1484,8 | 1538,7 |